# Ostseebad Binz (stacja kolejowa)
Ostseebad Binz – stacja kolejowa w Binz, w kraju związkowym Meklemburgia-Pomorze Przednie, w Niemczech. Znajdują się tu 2 perony.